# Syllepte commotes
Syllepte commotes là một loài bướm đêm trong họ Crambidae.